# Bop Bop Baby
World of Our Own – trzeci i ostatni singel irlandzkiego zespołu Westlife, promujący album pt. World of Our Own. Piosenka została napisana przez Chris O'Brien, Graham Murphy oraz dwóch członków zespołu Briana McFaddena i Shane Filana a wyprodukowana przez Steve Maca. Utwór dotarł do #5 miejsca UK Singles Chart, rozchodząc się w 120 000 nakładzie w Wielkiej Brytanii.

## Track lista
UK CD1
1. "Bop Bop Baby" (Single Remix) - 4:28
2. "You Don't Know" - 4:11
3. "Imaginary Diva" (Orphane Remix) - 5:16
4. "Bop Bop Baby" (Video) - 4:28

UK CD2
1. "Bop Bop Baby" (Single Remix) - 4:28
2. "Bop Bop Baby" (Almighty Radio Edit) - 3:45
3. "Band Interviews" - 10:00

Australian Single
1. "Bop Bop Baby" (Single Remix) - 4:28
2. "Bop Bop Baby" (Almighty Radio Edit) - 3:45
3. "Bad Girls" - 3:33
4. "Band Interviews" - 10:00
5. "Bop Bop Baby" (Video) - 4:28

## Historia wydania
| Kraj            | Data wydania  |
| --------------- | ------------- |
| Wielka Brytania | 20 maja 2002  |
| Australia       | lipiec 2002   |
| Europa          | czerwiec 2002 |

## Notowania
| Lista                            | Najwyższa pozycja |
| -------------------------------- | ----------------- |
| Australian Singles Chart         | 55                |
| Austria Singles Chart            | 28                |
| Belgian (Flandria) Singles Chart | 50                |
| Denmark Singles chart            | 3                 |
| German Singles Chart             | 15                |
| Italian Singles Chart            | 45                |
| Irish Singles Chart              | 4                 |
| Netherlands Singles Chart        | 23                |
| New Zealand Singles Chart        | 21                |
| Swedish Singles Chart            | 16                |
| Swiss Singles Chart              | 36                |
| UK Singles Chart                 | 5                 |
| UK Radio Airplay Chart           | 9                 |